# مقدونیه غربی
مقدونیه غربی (به یونانی: Δυτικής Μακεδονίας) یکی از سیزده استان یونان است که شامل نواحی غربی منطقهٔ مقدونیه می‌شود. این استان به شهرستان‌‌های (واحدهای استانی) فلورینا، گرونا، کاستوریا و کوزانی تقسیم می‌شود.

## جغرافیا
استان مقدونیه غربی در یونان شمال غربی قرار گرفته‌است و با استان‌های مقدونیه مرکزی (شرق)، تسالی (جنوب)، ایپیروس (غرب) هم‌مرز است و از سمت شمال به مرزهای بین‌المللی یونان با مقدونیه (منطقهٔ بیتولا) و آلبانی (منطقهٔ کورسه) محدود است.

هم‌چنین این استان مساحتی معادل ۹٬۴۵۱ کیلومتر مربع (۷.۲٪ مساحت کل یونان) در بر می‌گیرد و ۳۰۲٬۸۹۲ نفر جمعیت ساکن (۲.۹٪ جمعیت کل یونان) دارد، لذا منطقهٔ کم‌تراکمی تلقی می‌گردد (۳۲ نفر بر کیلومترمربع در قیاس با متوسط تراکم ۷۹.۷ نفر بر کیلومترمربع یونان). این کم‌تراکمی عمدتا به دلیل ماهیت کوهستانی منطقه است زیرا ۸۲٪ سطح کل منطقه را نواحی کوهستانی و نیمه کوهستانی در بر می‌گیرد. این عامل بر توزیع جمعیت نیز اثر گذاشته، به گونه‌ای که قسمت عمدهٔ جمعیت (۵۶٪) در مناطق روستایی زندگی می‌کنند. مرکز این استان، کوزانی با جمعیت ۴۷٬۴۷۱ نفر است. شهرهای اصلی دیگر تولمایدا (۳۲٬۷۷۵)، گرونا (۱۶٬۷۰۴)، فلورینا (۱۴٬۳۱۸) و کاستوریا (۱۳٬۹۵۹) می‌باشند.

## نگارخانه

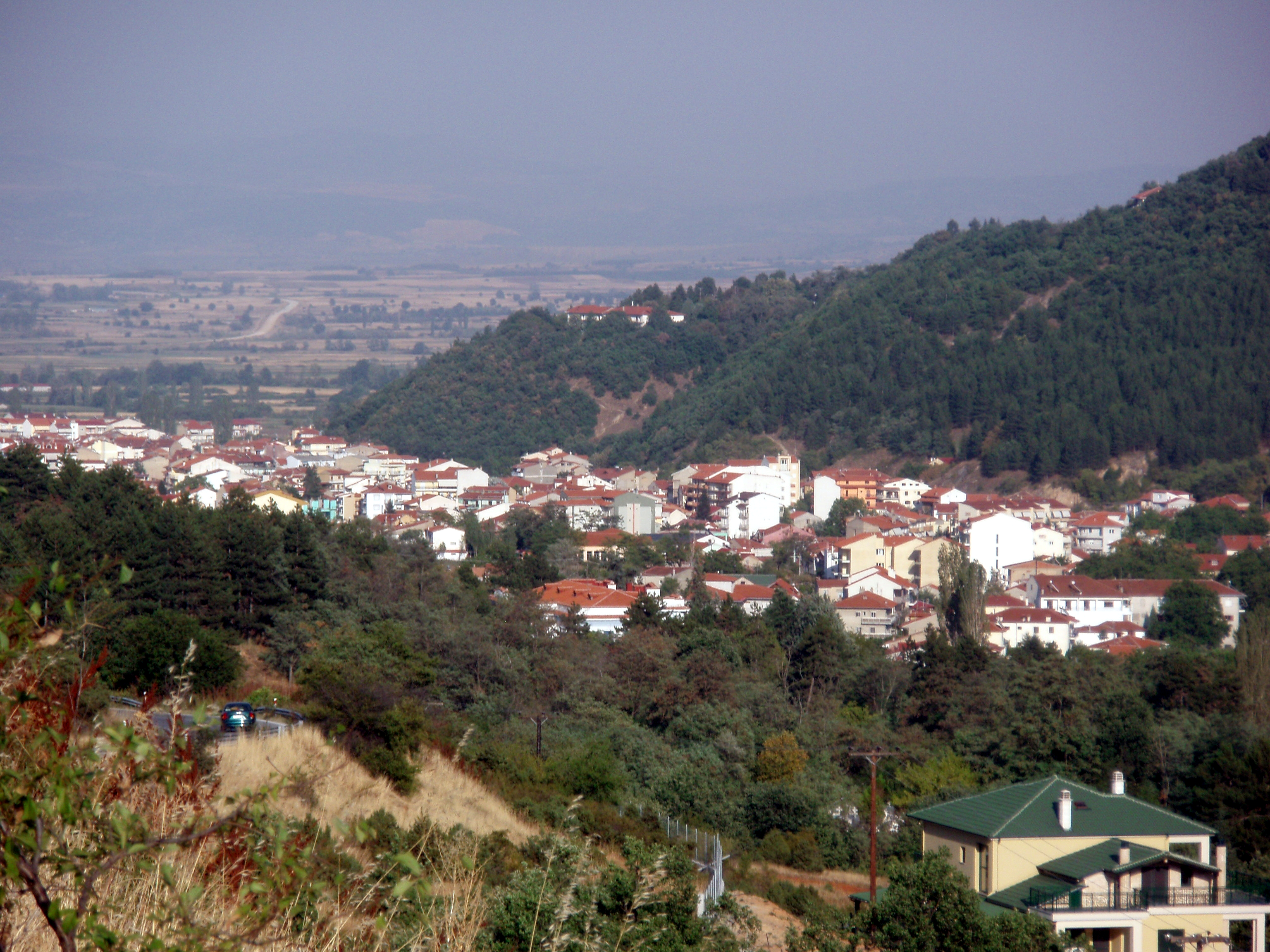
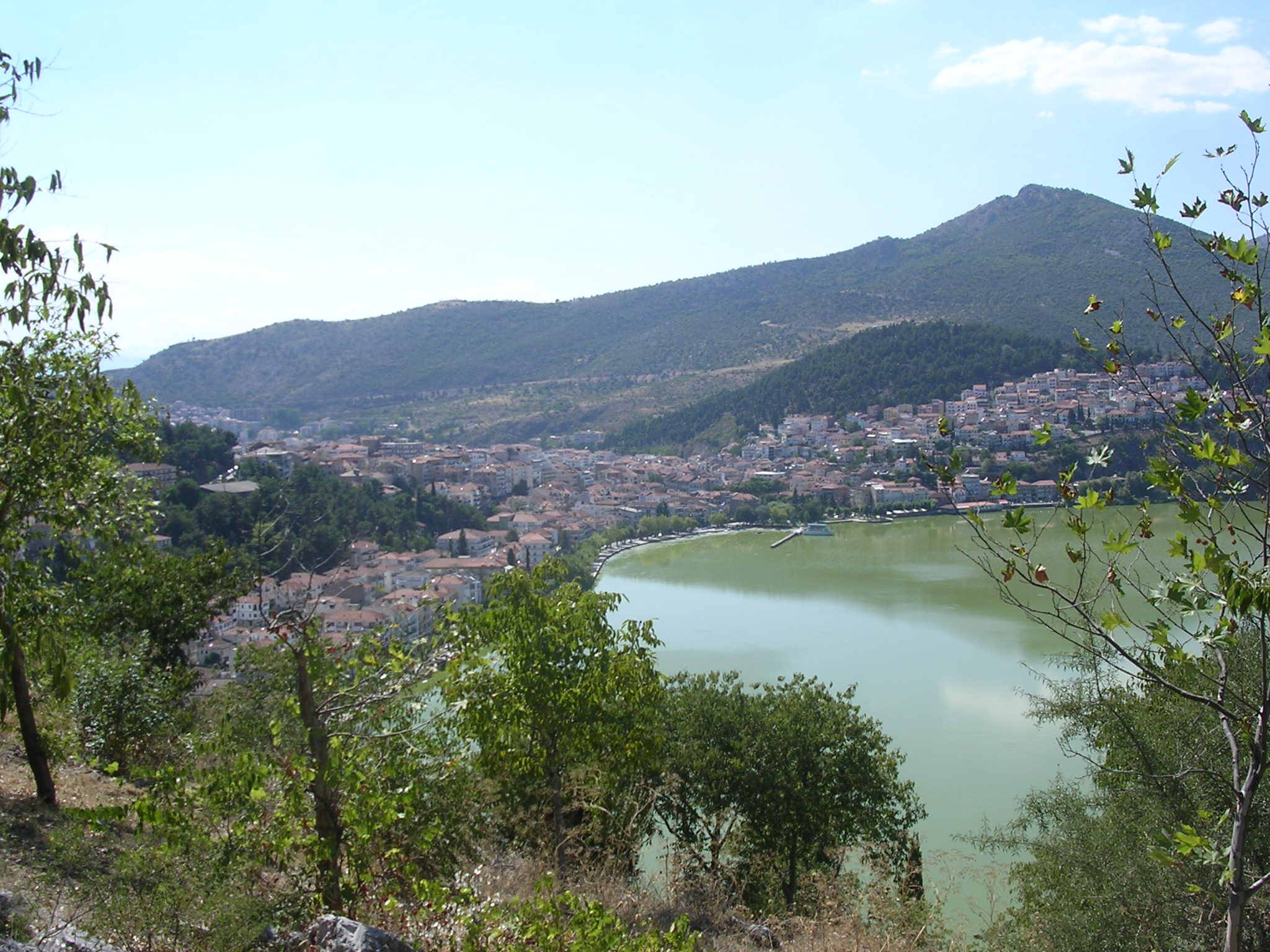
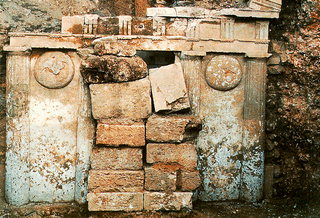
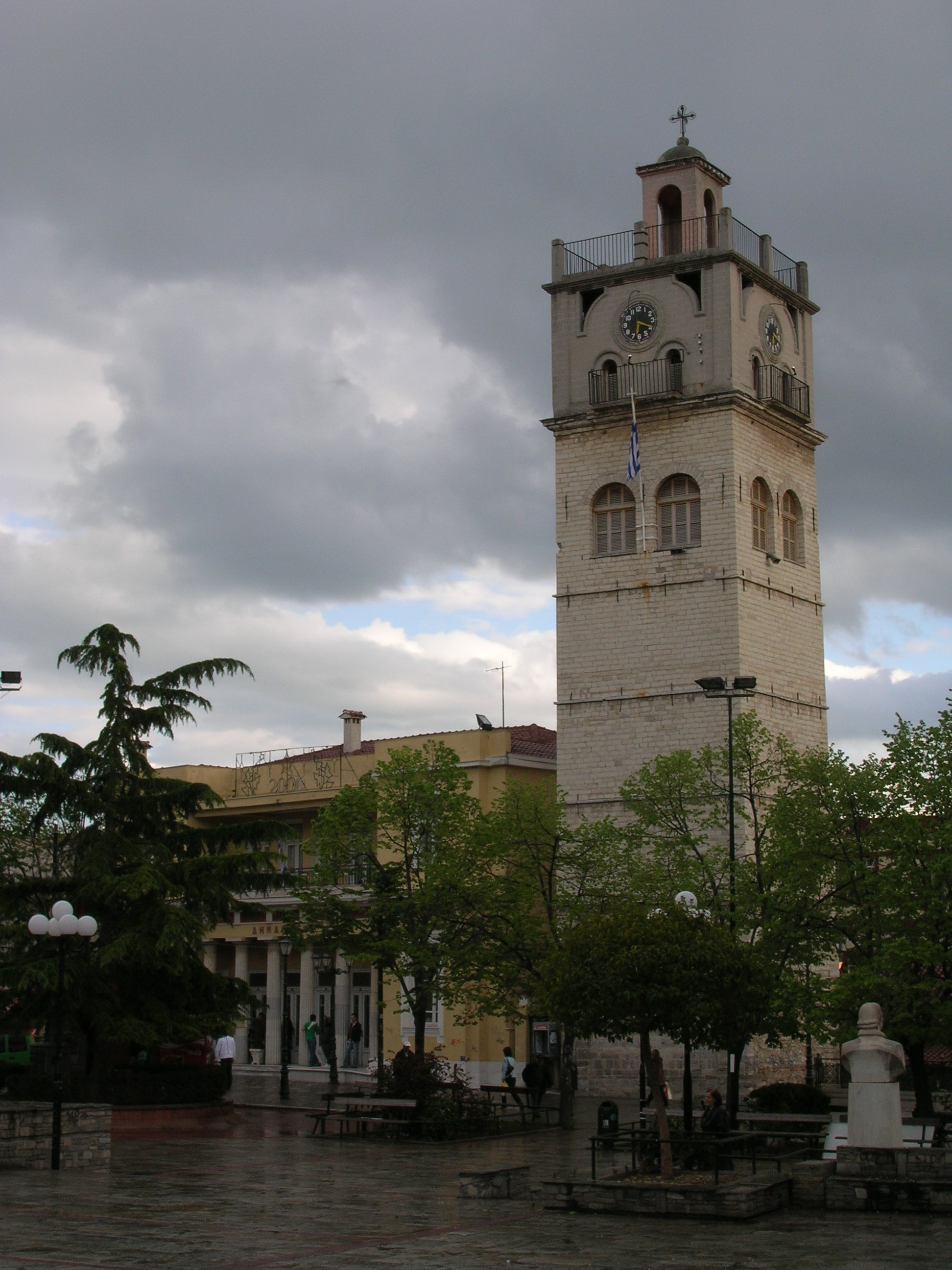
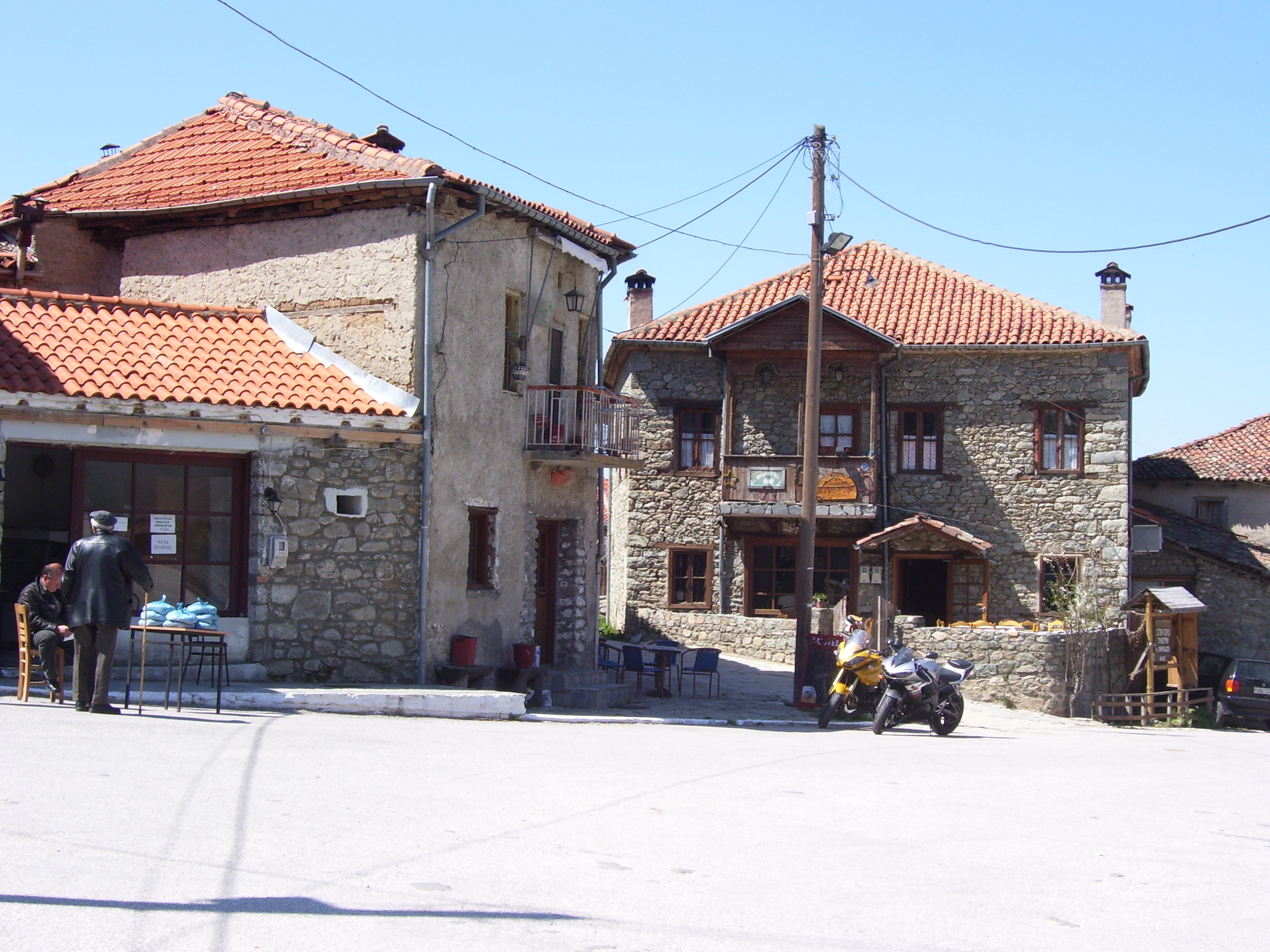